# Буїнськ (Урмарський район)
Буї́нськ (рос. Буинск, чув. Пăвакасси) — присілок у складі Урмарського району Чувашії, Росія. Входить до складу Ковалинського сільського поселення.
Населення — 96 осіб (2010; 125 у 2002).
Національний склад:
- чуваші — 93 %